# IMT Smile
IMT Smile (ook weleens geschreven als I.M.T. Smile) is een Slowaakse popgroep, begonnen in 1992 uit Prešov. De groep is opgericht door de twee broers Ivan en Miro Tásler. De letters IMT komen uit hun namen. IMT Smile heeft verschillende samenwerkingen achter haar naam met onder meer Zuzana Smatanová, Marián Čekovský, Richard Müller en Jana Kirschner.

## Bandleden
- Ivan Tásler - zang en gitaar
- Miro Tásler - keyboard en zang
- Peter Bic - gitaar en zang
- Kolja - basgitaar
- Marian Slavka - drums

## Ex-bandleden
- Martin Migaš - drums (tot 1997)
- Katarína Knechtová - zang (tot 1997)

## Discografie
- Klik-Klak (1997)
- Valec (1998)
- Valec Extra (1999)
- Nech sa páči (2000)
- I.M.T. SMILE 2003 (2003)
- Exotica (CD+DVD) (2004)
- Diamant (2005)
- Niečo s nami je (2006)